# Maria Forescu
Maria Forescu, născută Maria Füllenbaum (n. 15 ianuarie 1875, Cernăuți – d. 23 noiembrie 1943, lagărul de concentrare Buchenwald) a fost o solistă de operă și actriță de film austriacă originară din Bucovina.

## Biografie
După ce Maria Forescu a studiat într-un liceu cu predare în limba germană din Praga, ea s-a înscris la Conservatorul Regal al Boemiei, tot în Praga, pentru a studia canto cu cântăreața Mathilde Mallinger (1847 – 1920). A debutat în toamna anului 1895 la "Carltheater" din Viena cu rolul Stella din opereta „Modelul” de Franz von Suppé.
Între 1911 și 1933 a jucat în peste 160 de filme. Fiind evreică de origine, noua ordine național-socialistă i-a întrerupt cariera deportând-o în lagărul de concentrare Buchenwald, unde a fost ucisă 10 ani mai târziu.
După alte surse, în 1933, după terminarea filmărilor pentru Das erste Recht des Kindes de Fritz Wendhausen, a fost trecută la index de autoritățile culturale naziste, care i-au interzis exercitarea oricărei activități profesionale. Ca urmare, Maria s-a retras la locuința sa din Berlin unde a locuit în recluziune până la 23 noiembrie 1943, când a fost ridicată și trimisă în lagărul de concentrare, pierzându-i-se urma.

## Filmografie
| - Krone und Fessel (1911/12) - Die Pflicht (1911/12) - Ihr Strandgut (1912) - Der Steckbrief (1913) - Märtyrerin der Liebe⁠(d) (1915) - Seltsame Köpfe⁠(d) (1916) - Professor Nissens seltsamer Tod⁠(d) (1916/17) - Am Abgrund (1916) - Veritas vincit⁠(d) (Die Wahrheit siegt!). Eine Filmtrilogie (1918/19) - Peer Gynt. 1. Peer Gynts Jugend (1918) - Peer Gynt. 2. Peer Gynts Wanderjahre und Tod (1918) - Irrwahn (1918/19) - Die Tochter des Rajah (1918) - Dida Ibsens Geschichte⁠(d) (1918) - Der Weg, der zur Verdammnis führt. 1. Das Schicksal der Aenne Wolter (1918) - Colomba⁠(d) (1918) - Phantome des Lebens (1919) - Nachtasyl (1919) - Gepeitscht (1919) - Die rote Herzogin (1919) - Der blaue Fleck (1919/20) - Der Tänzer. 2. Teil (1919) - Der Mann auf der Flasche (1919/20) - Das Medaillon der Lady Sington (1919/20) - Marizza, genannt die Schmuggler-Madonna (1920/21) - Im Banne des Andern (1920) - Die entfesselte Menschheit⁠(d) (1920) - Die Schuld des Andern (1920) - Alfred von Ingelheims Lebensdrama (1920) - Terpsichore. Die Macht des Tanzes (1921) - Tanja, die Frau an der Kette (1921) - Razzia (1921) - Piraten der Schönheit (1921) - Könnyved, der große Unbekannte (1921) - Hapura, die tote Stadt. 1. Der Kampf um das Millionentestament (1921) - Die Sendung des Yoghi (1921) - Die Fremde aus der Elstergasse (1921) - Die Bettelgräfin vom Kurfürstendamm (1921) - Der Todesreigen (1921/22) - Der Tiger von Eschnapur (1921, partea a doua din Das indische Grabmal⁠(d) - Der Mann in der Litfassäule (1921) - Der Abenteurer (1921) - Tabea, stehe auf! (1922) - Sie und die Drei⁠(d) (1922) - Marie Antoinette, das Leben einer Königin⁠(d) (1922) - Lola Montez, die Tänzerin des Königs. Die Geschichte einer Abenteuerin (1922) - Königin Karoline von England (1922/23) - Jimmy, ein Schicksal von Mensch und Tier (1922) - Hanneles Himmelfahrt (1922) - Frauenschicksal (1922) - Der Ruf des Schicksals (1922) - Der Graf von Charolais⁠(d) (1922) - Bummellotte (1922) - Sein gefährlichstes Spiel (1923) - Menschen und Masken. 1. Der falsche Emir (1923) - Menschen und Masken. 2. Ein gefährliches Spiel (1923) - Esterella (1923) - Die Marionetten der Fürstin⁠(d) (1923) - Der Großindustrielle (1923) - Auferstehung. Katjuscha Maslowa (1923) - Nju⁠(d) (1924) - Gefährliche Freundschaft (1924) - Menschen untereinander⁠(d) (1925/26) - Leidensweg der kleinen Lilo (1925) | - Im Krug zum grünen Kranze (1925) - Hanseaten (1925) - Götz von Berlichingen zubenannt mit der eisernen Hand⁠(d) (1925) - Fedora⁠(d) (Frauenliebe - Frauenhaß) (1925/26) - Dürfen wir schweigen?⁠(d) (1925/26) - Die Verrufenen⁠(d) (1925) - Die Erbin von St. Alban (1925) - Der Liebeskäfig (1925) - Der König und die kleinen Mädchen (1925) - Das Abenteuer der Sibylle Brandt (1925) - Spitzen⁠(d) (1926) - Schenk mir das Leben (Die Tränen der Ungeborenen) (1926) - Mädchenhandel⁠(d) (1926) - Laster der Menschheit⁠(d) (1926/27) - Kubinke, der Barbier und die drei Dienstmädchen (1926) - Eine tolle Nacht⁠(d) (1926) - Die schwarze Hanne (1926) - Die Wiskottens⁠(d) (1926) - Die Piraten der Ostseebäder (1926) - Die Frauengasse von Algier⁠(d) (1926/27) - Der gute Ruf (1926) - Der Zigeunerbaron (1926/27) - Der Sieg der Jugend (1926/27) - Der Liebe Lust und Leid. Kellerkavaliere (1926) - Wer wirft den ersten Stein? (1927) - Valencia, Du schönste aller Rosen (1927) - Frühere Verhältnisse⁠(d) (1927) - Einbruch (1927) - Die Hölle der Jungfrauen⁠(d) (1927) - Der falsche Prinz⁠(d) (1927) - Bigamie (1927) - Arme kleine Colombine (1927) - Der Mann mit dem Laubfrosch⁠(d) (1928) - Das Mädel aus der Provinz⁠(d) (1928/29) - Anastasia, die falsche Zarentochter⁠(d) (1928) - Zwei Brüder (Rivalen der Liebe) (1929) - Vererbte Triebe. Der Kampf ums neue Geschlecht (1929) - Sein bester Freund. Ein Abenteuer mit 15 Hunden⁠(d) (1929) - Männer ohne Beruf⁠(d) (1929) - Meineid. Ein Paragraph, der Menschen tötet (1929) - Madame Lu, die Frau für diskrete Beratung⁠(d) (1929) - Le meneur de joies (1929) - Die Kaviarprinzessin⁠(d) (1929) - Der Teufelsreporter. Im Nebel der Großstadt (1929) - Der Sittenrichter (§ 218) (1929) - Das goldene Krönlein (1929) - Verklungene Träume (1930) - Susanne macht Ordnung (1930) - Lui et moi (1930) - Liebeskleeblatt (1930) - Er oder ich⁠(d) (1930) - Der Weg nach Rio⁠(d) (1930) - Das alte Lied (1930) - Das Geheimnis der fünf Schlüssel (1930) - Danton⁠(d) (1930/31) - Zwischen Nacht und Morgen⁠(d) (1931) - Schatten der Unterwelt⁠(d) (1931) - Ombres des bas fonds (1931) - L'Auberge du père Jonas (1931) - Ein ausgekochter Junge (1931) - Die Koffer des Herrn O.F.⁠(d) (1931) - Bobby geht los⁠(d) (1931) - Der Frechdachs⁠(d) (1932) - Das erste Recht des Kindes⁠(d) (1932) |